# 弗吉尼亚州议会
弗吉尼亚总议会（英語：Virginia General Assembly）是美国弗吉尼亚州的立法机关，成立于1619年7月30日，是新大陆（西半球）最古老且延续至今的立法机构。议会为兩院制，由100名議員的下院弗吉尼亚众议院和40名議員的上院弗吉尼亚参议院组成。眾議院議長由全體眾議員互選產生，參議院議長則由副州長兼任。參眾兩院各选出一名文员和军士。弗吉尼亚州参议院文员英语为"Clerk"（而不是美国参议院秘书“Secretary”的称谓）。

## 弗吉尼亚州议会大厦
弗吉尼亚州议会在弗吉尼亚首府里士满举行。弗吉尼亚州议会在里士满时，托马斯·杰斐逊设计并于1904年扩大的州议会大厦举行会议。在美国内战期间，该建筑物被用作美利坚联盟国的国会大厦，容纳了联盟国国会。该建筑在2005年至2006年之间进行了翻新。参众议员们的办公室在议会大厦对面。弗吉尼亚州长居住在弗吉尼亚议会大厦东侧的街道对面。

## 历史
弗吉尼亚州议会被描述为“新大陆上最古老的连续存在的立法机构”。 它的存在可以追溯到1619年7月30日，在伦敦弗吉尼亚公司对新任州长乔治·厄德利爵士的指示下，在詹姆斯敦成立。它最初是由公司任命的总督和总督理事会组成的一院制机构，外加由定居点和詹姆斯敦选出的22个议员。 议会于1642年成为两院制。在不同的时间，它英文原文略有不同。 议会于1619年在詹姆斯敦举行会议，直到1699年首次搬到弗吉尼亚州威廉斯堡附近的威廉与玛丽学院，并于1705年在殖民时期的国会大厦举行会议。随着弗吉尼亚宪法的批准，它于1776年成为弗吉尼亚州议会。 1780年，弗吉尼亚总督托马斯·杰斐逊执政期间，政府迁至现首府里士满。

## 薪资及资历
参议员的年薪为18,000美元。 众议员的年薪为17,640美元。 
根据《弗吉尼亚州宪法》 ，参议员和众议员在选举时必须年满21岁，必须代表其所在地区的居民，并有资格投票选举议员。
该州宪法规定，议会应每年举行一次会议，其例会在偶数年最长为60天，在奇数年最长为30天，除非经两院的三分之二投票通过。 弗吉尼亚州州长可以召开议会特别会议。